# Kjetil Jansrud
Kjetil Jansrud (* 28. srpna 1985 Stavanger, Norsko) je norský alpský lyžař a olympijský vítěz.

## Kariéra
Jansrud se narodil ve Stavangeru, žije v malém městě Vinstra v Gudbrandsdalenu.
Poprvé se na startu světového poháru objevil v roce 2003 a doposud se v něm dočkal 18 vítězství a 38 umístění na stupních vítězů.
Je držitelem dvou stříbrných medailí z juniorských mistrovství světa v alpském lyžování, v roce 2004 získal jednu v obřím slalomu v Mariboru, druhou pak v roce 2005 v Bardonecchii v kombinaci.
V roce 2010 získal v obřím slalomu stříbrnou medaili na zimní olympiádě ve Vancouveru. Zatím největšího úspěchu dosáhl v roce 2014 na zimní olympiádě v Soči, když se stal olympijským vítězem v Super G a bronzovým medailistou ve sjezdu.
Na Mistrovství světa v alpském lyžování 2015 získal v superkombinaci stříbro. V sezóně 2014/15 získal dva malé křišťálové glóby za sjezd a Super-G, přičemž v celkovém bodování skončil druhý s 1288 body za Marcelem Hirscherem s 1448 body.